# Islamskie Zgromadzenie Ahl-ul-Bayt
Islamskie Zgromadzenie Ahl-ul-Bayt – prawnie działający na terenie Polski szyicki związek wyznaniowy oparty na Ahl al-Bajt, co oznacza rodzinę Domu Proroka. Szyici sądzą, że Ahl al-Bajt oznacza pięciu członków rodziny Mahometa. Zwierzchnikiem organizacji w Polsce jest imam Ryszard Ahmed Rusnak. Siedziba władz mieści się w Pruszkowie.
W 2020 szacunkowa liczba szyitów w Polsce wynosiła 6034.